# Anchusa limbata
Anchusa limbata är en strävbladig växtart som beskrevs av Pierre Edmond Boissier och Heldr. Anchusa limbata ingår i släktet oxtungor, och familjen strävbladiga växter. Inga underarter finns listade i Catalogue of Life.